# Waterstoftechniek
Waterstoftechniek is een verzamelnaam voor alle, voor waterstof specifieke, technische aspecten die aan de basis liggen van de waterstofeconomie. In een, voorlopig nog denkbeeldige, waterstofeconomie is waterstofgas de belangrijkste energiedrager.
De belangrijkste onderdelen van de waterstoftechniek zijn: waterstofproductie, waterstofopslag, waterstoftransport en waterstofgebruik.
Bij gebruik van waterstof om warmte of energie op te wekken, komt geen kooldioxide vrij. Het gebruik van waterstof geeft daarom geen bijdrage aan het versterken van het broeikaseffect. Bij de productie van waterstof uit fossiele organische materialen (zoals aardgas, aardolie of steenkool) komt er netto echter wel kooldioxide vrij. Bij de productie van waterstof uit kernenergie komt radioactief afval vrij. Bij de productie van waterstof uit duurzame bronnen komt er geen of netto geen kooldioxide vrij.